# Fátima Veiga
Maria de Fátima da Veiga (Illa de São Vicente, 22 de juny de 1957) és una política i diplomàtica de Cap Verd.
Va fer els estudis universitaris superiors a la Universitat d'Aix-ex-Provence de França, la German Foundation de Berlin, i estades a Praga i Brasil. El 1980 va començar a treballar al ministeri d'Exteriors de Cap Verd, adoptant càrrecs de major responsabilitat progressivament fins que esdevingué directora del gabinet del ministre d'Afers Exteriors, un càrrec que ostentà del 1995 al 1999. Del 1999 al 2001 fou ambaixadora de Cap Verd a Cuba i del 2001 al 2002 era secretària d'Estat per als Afers Exteriors. Va ser ministra d'Exteriors entre el 2002 i el 2004, esdevenint la primera dona que va ocupar aquest càrrec en la història de Cap Verd. Des del setembre del 2004 va ser la representant de Cap Verd a les Nacions Unides. El 2007 era l'ambaixadora de Cap Verd als Estats Units, on va presentar les credencials al president George Bush el 16 d'agost de 2007.